# Thongsavanh Phomvihane
Thongsavanh Phomvihane (tiếng Lào: ທອງສະຫວັນ ພົມວິຫານ; sinh ngày 9 tháng 8 năm 1964) là một chính trị gia người Lào và là đảng viên của Đảng Nhân dân Cách mạng Lào (LPRP). Ông hiện giữ chức Bộ trưởng Bộ Ngoại giao Lào từ tháng 11 năm 2024 và là thành viên của Ban Chấp hành Trung ương khóa 11. Trước đây ông là Trưởng ban Đối ngoại của Ban Chấp hành Trung ương LPRP.